# Чижев-Злоте-Яблко
Чижев-Злоте-Яблко (пол. Czyżew-Złote Jabłko) — село в Польщі, у гміні Чижев Високомазовецького повіту Підляського воєводства.
Населення — 18 осіб (2011).
У 1975-1998 роках село належало до Ломжинського воєводства.

## Демографія
Демографічна структура станом на 31 березня 2011 року:
|          | Загалом | Допрацездатний вік | Працездатний вік | Постпрацездатний вік |
| -------- | ------- | ------------------ | ---------------- | -------------------- |
| Чоловіки | 10      | 1                  | 5                | 4                    |
| Жінки    | 8       | 3                  | 3                | 2                    |
| Разом    | 18      | 4                  | 8                | 6                    |